# Мольєр-Гланда
Мольє́р-Гланда́, Мольєр-Ґланда (фр. Molières-Glandaz) — колишній муніципалітет у Франції, у регіоні Овернь-Рона-Альпи, департамент Дром. Населення — 112 осіб (2011).
Муніципалітет був розташований на відстані близько 520 км на південний схід від Парижа, 125 км на південь від Ліона, 50 км на південний схід від Валанса.

## Історія
До 2015 року муніципалітет перебував у складі регіону Рона-Альпи. Від 1 січня 2016 року належав до нового об'єднаного регіону Овернь-Рона-Альпи.
1 січня 2016 року Мольєр-Гланда і Екс-ан-Діуа було об'єднано в новий муніципалітет Солор-ан-Діуа.

## Демографія
Динаміка населення (INSEE ):
Розподіл населення за віком та статтю (2006):
| Стать | Всього | До 15 років | 15-24 | 25-44 | 45-64 | 65-85 | Понад 85 |
| --- | ------ | ----------- | ----- | ----- | ----- | ----- | -------- |
| Чоловіки | 60     | 4           | 4     | 16    | 20    | 16    | 0        |
| Жінки | 64     | 20          | 0     | 16    | 12    | 16    | 0        |
| \| Статево-вікова піраміда \| Статево-вікова піраміда \| Статево-вікова піраміда \| \| ----------------------- \| ----------------------- \| ----------------------- \| \| Чоловіки \| Вік \| Жінки \| \| 0 \| 85 + \| 0 \| \| 0 \| 80-84 \| 0 \| \| 4 \| 75-79 \| 4 \| \| 8 \| 70-74 \| 0 \| \| 4 \| 65-69 \| 12 \| \| 4 \| 60-64 \| 4 \| \| 0 \| 55-59 \| 4 \| \| 8 \| 50-54 \| 0 \| \| 8 \| 45-49 \| 4 \| \| 12 \| 40-44 \| 4 \| \| 4 \| 35-39 \| 0 \| \| 0 \| 30-34 \| 8 \| \| 0 \| 25-29 \| 4 \| \| 0 \| 20-24 \| 0 \| \| 4 \| 15-20 \| 0 \| \| 0 \| 10-14 \| 4 \| \| 4 \| 5-9 \| 0 \| \| 0 \| 0-4 \| 16 \| |        |             |       |       |       |       |          |
| Статево-вікова піраміда |        |             |       |       |       |       |          |
| Чоловіки | Вік    | Жінки       |       |       |       |       |          |
| 0 | 85 +   | 0           |       |       |       |       |          |
| 0 | 80-84  | 0           |       |       |       |       |          |
| 4 | 75-79  | 4           |       |       |       |       |          |
| 8 | 70-74  | 0           |       |       |       |       |          |
| 4 | 65-69  | 12          |       |       |       |       |          |
| 4 | 60-64  | 4           |       |       |       |       |          |
| 0 | 55-59  | 4           |       |       |       |       |          |
| 8 | 50-54  | 0           |       |       |       |       |          |
| 8 | 45-49  | 4           |       |       |       |       |          |
| 12 | 40-44  | 4           |       |       |       |       |          |
| 4 | 35-39  | 0           |       |       |       |       |          |
| 0 | 30-34  | 8           |       |       |       |       |          |
| 0 | 25-29  | 4           |       |       |       |       |          |
| 0 | 20-24  | 0           |       |       |       |       |          |
| 4 | 15-20  | 0           |       |       |       |       |          |
| 0 | 10-14  | 4           |       |       |       |       |          |
| 4 | 5-9    | 0           |       |       |       |       |          |
| 0 | 0-4    | 16          |       |       |       |       |          |

## Економіка
2010 року серед 59 осіб працездатного віку (15—64 років) 46 були активними, 13 — неактивними (показник активності 78,0%, у 1999 році було 66,2%). З 46 активних мешканців працювали 44 особи (22 чоловіки та 22 жінки), безробітними було 2 (1 чоловік та 1 жінка). Серед 13 неактивних 2 особи були учнями чи студентами, 8 — пенсіонерами, 3 були неактивними з інших причин.

У 2010 році в муніципалітеті числилось 48 оподаткованих домогосподарств, у яких проживали 105,0 особи, медіана доходів виносила 19 680 євро на одного особоспоживача